# ゾイドジェネシス
『ゾイドジェネシス』（ZOIDS GENESIS）は、2005年4月10日から2006年3月26日までテレビ東京系列で毎週日曜8:30 - 9:00に放送されたテレビアニメ作品。全50話。
一部媒体においては『機獣創世記ゾイドジェネシス』と呼称される。

## 概要
トミー（現タカラトミー）の玩具シリーズ「ゾイド」のアニメ第4作。海外で先行放送された第3作『ゾイドフューザーズ』とは異なり、完全に日本向けに制作された。
圧政を敷く軍事国家ディガルドに挑む有志たちの戦いを描いている。トミー、小学館から展開されていた『ゾイドバトルストーリー』や過去のアニメ作品との世界観の関連性は明言されていない。
また、メインとなるアニメ制作会社は無く、すべてグロス請けで制作されており、メインスタッフが随時、国内外の様々な下請け先で制作するという方法が採られた。
第29話以降では作中ヒロインのレ・ミィ（声：こやまきみこ）とコトナ・エレガンス（声：伊藤静）の二人のユニット「レ・ミィ×コトナ」をED主題歌のボーカルに起用し、以降ヒロインを主とした商品展開がされ、本作終了後もゾイド関連の家庭用携帯ゲームのイメージソングを歌うなどの活動をしていた。キットでも特別仕様パッケージの物が販売された。

## あらすじ
惑星Ziに神々の怒りと言われる大規模な地軸変動が起こり、それによってかつて栄えていた高度な文明は壊滅した。それから数千年後。大変動を生き延びた人々は独自の文明を築いていた。相変わらずゾイドは人々にとって無くてはならない存在だったが、その供給は地中や海中からの発掘に依存していた。そうした中、ゾイド発掘を専門として生計を立てる人々が現れるのは当然の流れだった。
ミロード村に住むルージ・ファミロンもそういった人々の一員であり、家族の仕事を手伝って穏やかに暮らしていた。ある日、近海に沈んでいた青いライガータイプのゾイドの発掘を手伝っていたルージは、見たことの無い銀色のゾイド「バイオゾイド」が村を襲撃するのを目撃する。ルージはとっさに青いライガー「ムラサメライガー」に乗り込みバイオゾイドを撃退するが、戦闘で村のジェネレーターが破壊されてしまい、ルージはジェネレーターを修理できる職人を探す旅に出ることになる。
職人を探す旅路の中、ルージはバイオゾイドによる侵略を行う「ディガルド武国」に苦しめられている人々の姿を見たことで、やがてディガルド自体を倒さなければいつまで経っても平和にならず、ジェネレーターの修理もできないと考えるようになる。そして旅で出会った仲間たちとともに「ディガルド討伐軍」を結成し、ディガルドと戦っていく。
戦いの中、バイオゾイドを操縦する機械兵がディガルドに侵略された人々の魂を使用したものだったことが判明する。このことを知ってディガルドから離反した者も加え、ディガルドの国王ジーンを倒すべく「ジーン討伐軍」と名を変えた討伐軍は、自由の丘でジーンとの決戦に臨む。ジーンの駆るバイオティラノの圧倒的な力の前に次々と仲間が倒れていく中、ムラサメライガーも戦闘不能となるが、ルージの強い願いに応えてムラサメライガーの真の力である驚異的な再生能力が発動して復活し、バイオティラノを倒して戦いを終結させる。
戦いの後、ムラサメライガーがミロード村のジェネレーターに接続され、再起動しているシーンで物語は幕を閉じる。

## 登場人物

### ルージ一行
ルージ・ファミロン
声 - 平田宏美
本作品の主人公。ミロード村出身。好奇心旺盛で正義感が強く、理不尽なことも許さず、また聡明で機転が利く。特技は潜水で、視力も非常に良い。将来は教師になろうと志し、ゾイド発掘の助手をしながら勉強していた。村がディガルド武国の攻撃を受けた際に乗り込んだムラサメライガーでこれを迎撃するが、ザイリンによる再度の襲撃により村のジェネレーターが破壊され、ジェネレーターを修理できる職人を探すため旅に出る。村に攻めて来たザイリンとはその後も幾度となく刃を交え、一進一退の攻防を繰り広げた。セイジュウロウに弟子入りしてからのゾイド乗りとしての腕前の上達は著しく、討伐軍を立ち上げて以降の数々の激戦を戦い抜く大きな力となり、討伐軍参加者からはセイジュウロウに変わって、ゾイド操縦の教授を求められるまでになる。
愛機は、村の沖で発見されたムラサメライガー。代々ゾイド乗りという家系に育ったが、ルージだけがゾイド乗りの適性が無くゾイドを動かすことが出来なかった。だが村がバイオラプターに襲われ、混乱の中で偶々乗り込んだ発掘したばかりのゾイド「ムラサメライガー」が起動する。始めは武器が無くバイオラプターに翻弄されるが、彼の願いに「御先祖様」の大刀（おおがたな）が反応、ムラサメライガーと合体し本来の姿となる。その後ラ・カンらの協力でバイオラプターを撃退するが、このゾイドはルージ以外誰にも動かすことができず、必然的にルージ専用の機体となる。その後はルージの意思に応えるかのように機体をエヴォルトさせ、ラ・カン窮地の際にハヤテライガー形態を、対バイオケントロ戦でムゲンライガー形態を得る。
『アニメージュ』の企画「第28回アニメグランプリ」では「男性キャラクター部門」で77位にランクインした。
ラ・カン
声 - 松山鷹志
反ディガルド活動の中心的な人物で、仲間のリーダー格。レ・ミィと共に各地を放浪している。正体は元キダ藩藩主でかつ、レ・ミィの母レ・ミレの兄であり、人望も厚い名君で配下の者達から「殿」と呼ばれていた。ディガルド最初の侵攻の際にキダ藩は応戦し、当初はディガルド相手に善戦していたものの、民の被害を考えて降伏。だが、この決断は結果的にディガルドの侵略行為を加速させる原因になったと思って後悔していた。
その後は藩を去り、流浪の旅に出る。その旅の中ルージと出会い、「ディガルドを倒さなければ人々の平和は得られない」と説得され討伐軍の旗頭として指揮を執るようになる。早い段階からルージの資質に期待を抱いており、討伐軍結成以後は指揮官としての成長を促すようにルージに意見を求めることも多い。
48話において絶体絶命の窮地に陥るが生還。ジンゴにソードウルフを修理してもらい、最終局面に駆けつける。
愛機はソードウルフ。後にバイオクラッシャーを装備し、ソードウルフクラッシャーに強化。衝撃波を放つことにより、接近戦以外でもバイオゾイドの撃破が可能となった。
レ・ミィ
声 - こやまきみこ
本作品のヒロイン。ラ・カンの姪。キダ藩次期後継者の姫君でもある。まだまだお転婆ではあるが、徐々に王族としての器を現しつつある。特技は格闘技で、小柄な体つきでありながら大人とも渡り合えるほど。料理は不得手で丸焼きしかできず、よく周囲にからかわれていたが後に煮物にも挑戦しとりあえず成功する。ミカンのへたのような髪飾りをつけており、これは母の形見である。ルージに好意を持っているが素直になれず、不器用な愛情表現を示す。
野生児的な面をよく取りざたされる一方、記憶を失い精神的に不安定だったソウタに対しては母性的な優しさを見せる。名前の短いキダ藩出身者の中で唯一フルネームではなく愛称の「ミィ」で呼ばれる。
ミニアルバム『Revelations』に収録された後日談のボイスドラマでは、キダ藩に帰りズーリに眠っていた父の墓を母の隣りに移すという悲願を達成する。
愛機は父の形見でもあるランスタッグ。後にトゥインクルブレイカーを装備し、ランスタッグブレイクに強化された。
『愛と戦いのロボット 完全保存版』で発表されたアンケート「みんなで選ぶロボットアニメーションベスト100」では、「一番お気に入りのヒロインは？」で第87位にランクインした。
コトナ・エレガンス
声 - 伊藤静
本作品のヒロイン。ルージがハラヤードで出会った女性。特技は体術と暗器の扱い。滅多に使う事は無いが、服には多数の暗器が仕込まれている。当初はルージのムラサメライガーを囮にしたり、勝手に婚約者に仕立ててガラガの盾にしたりしていたが、旅を進めていくうちに徐々に彼に惹かれていく。ルージをからかう面と異性として意識している面がしばしば見られる。
出身はアイアンロックであり、そこに住むマキリ一族の長候補だった。かつて長に選ばれた際、必要の無くなった双子の妹リンナが殺されてしまう事実を知り逃亡、その後放浪の旅を続けていた。故郷に戻った際に長となっていた妹と対立するが、過去の逃亡に対する誤解が解けて和解。ギルドラゴン起動の際には共に封印を解く。名前は仮の名であり、真名はギルドラゴンの封印を解くキーワードであるために秘匿している。
セイジュウロウとは古くからの知人であり、彼の看病をしたり体調を気遣い心配する場面が見られる。
愛機はレインボージャーク。後にウインドダンサー（ターボブースター）を装備し、レインボージャークウインドに強化された。旧文明では量産されていたらしく、アイアンロック遺跡に多数埋没している描写が見られた。また、ソウタと共にギルドラゴンの操縦も担当する。
『アニメージュ』の企画「第28回アニメグランプリ」では「女性キャラクター部門」で69位にランクインした。
ガラガ
声 - 三宅健太
ハラヤード近郊の嘆きの山で、反ディガルドのゲリラ組織を率いていた男。「雷鳴のガラガ」の異名を持つ。大柄な体躯に、豪胆な性格をしている親分肌。故郷はガラガが外出していた隙にディガルドに侵略されている。コトナに好意を寄せているが、当の本人には避けられている。ルージのことは弟のように思っている。外見から分かるように頭が切れるタイプではないが、戦闘においては力押しだけでなく機転を効かせたり、搦め手で攻めたりと計算高い部分も持っている。
愛機はデッドリーコング。封印されている左腕や背負っているヘルズボックス内に多彩なリーオ製の武器を持ち（後に大鎌が追加されている）、その強大なパワーを活かした接近戦を得意とする。左腕解放時には暴走状態となる。また、ヘルズボックスには2つめのゾイドコアが存在しており、スケートボードのようにボックスを走行させて上に乗ることも出来る。本体のゾイドコアが潰れてもボックス内のコアで再起動できる。
ロン・マンガン
声 - 谷山紀章
元交易商人という肩書きで、ガラガ率いるゲリラで参謀役を務める。その正体はソラシティから送り込まれたエージェントで、反ディガルド武装組織を発展させる任に就いていた。ソラノヒトも地上で暮らすべきと考えているロンたちは、ソラノヒトの地上支配こそを是とするディガルド担当のプロメたちと対立関係にある。彼もまた、ルージに期待する一人であり、その見聞を広めるためにコネクションをルージに紹介している。ラ・カンとは立場の違いはあれ、ルージの成長を促すという点では通じ合う様子もあった。
なお、22話から開始された「ロン先生のゾイド講座」では、レ・ミィたちとショートコント形式で様々なゾイドを紹介していた。
愛機はバンブリアン。一行の内では唯一発掘されたゾイドではなく、ソラシティで製造されたゾイド。後にグランドスターを装備し、バンブリアングランドに強化された。ロン初登場時は修理中で、少し遅れての登場となった。最初のバンブリアンはバイオヴォルケーノに追い詰められたルージを逃がすために自爆させたため、予備機の2機目に乗り換えている（2機目は1機目と装備が一部異なる）。
セイジュウロウ
声 - 津田健次郎
惑星Zi最強のゾイド乗りと言われている。所以は大陸のゾイド格闘技大会で優勝しているからだが、その時対戦した弟子を誤って殺してしまい、強さを求めることに迷いを感じ隠遁していた。その過去からルージの弟子入り志願を一度は拒否したが後に承諾し、ルージたちの旅に同行する。修行の一環で、移動時にムラサメライガーの背に乗ることが度々あった。ゾイド乗りとしての技量だけでなく、剣術の腕前も卓越している。
ルージたちに出会った時には重い病を患っており、長時間の運動は出来ない身体だった。発作を起こすことも多く、もはや余命は幾許も無いと思われていたが、ソラシティの進んだ医療技術により完治する。身体の不安を抱えていたために、自身の体調を顧みずに張り切りすぎるルージや、悪ノリをするガラガに釘を刺すこともある。
愛機はソウルタイガー。一行のゾイドの中では随一の瞬発力を持ち、残像を残す素早い機動で敵を葬る。後にソウルブースターを装備し、ソウルタイガーブーストに強化された。

### キダ藩
ダ・ジン
声 - 石井康嗣
元キダ藩の家老。ラ・カンの臣下で、討伐軍の拠点であるズーリの領主でもある。討伐軍出征中の拠点防衛や政などを行う。また、前線に立つことは少なかったもののゾイド乗りとしての腕も立つ。ディガルド討伐はキダ藩再興のためと信じているゆえ、旧キダ藩士を第一に考えずより大きな目標を持つルージの態度を苦々しく思ったこともあるが、その力量を認めてからは援助を惜しまなくなる。
乗機はランスタッグ（量産型）。
ティ・ゼ
声 - 成田剣
元キダ藩の人物でかつ、キダ藩三番隊隊長だった。「灼熱のティ・ゼ」の異名を持ち、藩時代からの強力な武将であり、ラ・カンも頼りにしていた忠臣。キダ藩から離れた後は独自に反ディガルド活動を行っていたが、ディガルド討伐軍結成のラ・カンの呼びかけに即座に応じ合流する。ガボールが討伐軍に参加してからは、ブラストルタイガー同士ともに行動している。
愛機はブラストルタイガー。赤いセイバータイガー部隊を率いる。
ア・ラン
声 - 西凛太朗
元キダ藩の人物でティ・ゼの副官。無敵団のア・カンの兄。赤いセイバータイガーに搭乗する。
レ・イン
声 - 土田大
レ・ミィの父でラ・カンの義弟。故人。ラ・カンと共に放浪中、ディガルド軍との戦闘で致命傷を受け、幼いレ・ミィの目の前で息を引き取る。妻はレ・ミレ。
彼の遺体はズーリに眠っており、いつか母の隣りに眠らせてあげたいというのがレ・ミィの願い。
レ・ミレ
レ・ミィの母。故人。ラ・カンの妹。レ・ミィを優しい顔立ちに成長させたような姿で3期EDに1カットのみ登場している。レ・インが亡くなる数年前にキダ藩にて死亡。彼女の墓はキダ藩にある。

### ディガルド討伐軍
各地の反ディガルド抵抗組織をラ・カンの指揮の元、統合運用させた連合軍。当初こそ集まった各部族の縄張り争いでまとまった作戦行動が執れなかったが「霧の河」の大敗によって各部族がまとまった。後にラ・カンが行方不明になったとき、臨時最高指揮官としてルージ・ファミロンが指揮し、その際機械兵の真実を知ったディガルド軍からも兵が加わったため「ジーン討伐軍」に名前が変更されている。兵力は数万単位。総司令部は当初ズーリに置かれていたが、のちにディガルドが占領していたトラフを解放し、そこに司令部を移している。
ホー
声 - 坂口候一
檄文を受け討伐軍に参加。「ホーの一族」と呼ばれる部族のリーダー。いわゆる烏合の衆の一員だったが、霧の河での戦闘で乱戦になりながらもルージのムラサメライガーによって自部隊の総崩れを免れる。討伐軍に再合流した際はルージを命の恩人として礼を述べ、若いルージの指揮にも進んで従った。以降は戦闘でも協力することを学び、討伐軍の戦力として成長する。
乗機はグレーカラーのセイバータイガーで、同カラーの部隊を率いる。
ハック
声 - 西本理一
檄文を受け討伐軍に参加。「エレファンダー遊撃隊」のリーダー。番組序盤で一度ザイリンの駆るバイオメガラプトルに蹴散らされている。その後討伐軍に参加するが、最初は典型的な烏合の衆の一員だった。霧の河での作戦において軽率な行動を起こし、作戦が読まれていたこともあって部隊は壊滅する。このことを深く後悔したハックは協力することと仲間を大切にすることを学び、以降は討伐軍の戦力として成長を遂げる。
乗機は、エレファンダーで、同機部隊を率いたが、最後は彼の専用機一機だけとなりながらも戦いに赴く。
バルブロ
声 - 室園丈裕
檄文を受け討伐軍に参加。烏合の衆の一員だったが、霧の河の戦闘後は消息不明となる。
乗機はコマンドウルフで、同機の部隊を率いていた。
ディンガ
声 - 河野清人（河野匡泰）
檄文を受け討伐軍に参加。「荒法師」の異名を持つ。ガボールという恋人がいる。烏合の衆の一員で、霧の河の戦闘において功を焦り戦死する。
乗機はホーと同じグレーのセイバータイガー。
ガボール
声 - 佐藤ゆうこ
ディンガの恋人。ヨーヨーのような武器を使う。討伐軍に参加したディンガが死んだことを（無関係と知りつつも）ルージの責任とし、その命をつけ狙っていた。しかしロンに諭されてルージと和解し、討伐軍に加わる。
愛機はブラストルタイガー。EZ版のカラーリングのティ・ゼ機に対し、こちらはGZ版のカラーリングである。内部の操縦席はピンク色。セイバータイガー部隊を率いて戦う。
ダンブル
声 - 竹口安芸子
「魔物の森」と呼ばれる森林地帯に住んでいた老女。セイジュウロウの前のゾイド格闘技大会での覇者だったが、試合中の事故により家族を失う。それ以降戦うことを避けて隠遁生活をしていたが、ガラガとセイジュウロウに会って討伐軍の決意の程を知り、平和な世界をつくるために再び戦場に身を置く。年長者として諭す役割に回ることが多い。狙撃の腕は討伐軍随一で、リーオ製の弾丸を入手する以前からバイオゾイドの弱点である口内を正確に撃ちぬき、何機も仕留めている。最終決戦で多数の敵に囲まれ乗機を失うものの生還している。
愛機はケーニッヒウルフMk-II。コマンドウルフ部隊を率いて砲撃支援に回ることが多い。
カンピオ
声 - 武虎
第38話より討伐軍に加わったコッピ村の反ディガルド勢力のリーダー。ダブルソーダを操るが、本編では戦闘に参入しなかった。代わりにトラフ近辺の地の利に詳しく、ディガルドに見つからないルートをルージに教え、トラフ攻略に一役買った。
ザンツ
声 - 仁科洋平
同じく38話で討伐軍に加わったジュパツ山を拠点にする反ディガルド勢力のボス。ステルスバイパーを操るものの、カンピオ同様、本編では戦闘シーンが見られず、ズーリの偽装作業に協力した以降は出番が無い。
ボントレガー
声 - 井浦愛
デュエズ峠を根城にする反ディガルド勢力の女ボスで、乗機はコマンドウルフ。カンピオ、ザンツと同じく、38話で討伐軍に加わったが、それ以降出番は無い。
ヤクゥ
声 - 夏樹リオ
カトゥーン出身の通行商人の女性。乗機はグスタフ。ロンの知り合いで、各地を回っている。直接戦闘には参加しないが、あちこちで手に入れた対バイオゾイドの兵器を討伐軍に流している。
ドクゥ
声 - 小伏伸之
カトゥーン出身の通行商人の男性。乗機はグスタフ。相方のヤクゥには頭が上がらない。

### ディガルド武国
ディガルド四天王
ジーン直属の武官、ザイリン・ゲオルグ・フェルミ・ソウタの4人を指す（ただし、劇中では4人がディガルド四天王と呼称される描写はない）。いずれも強力なゾイド乗りで、他の部隊には無い高性能のバイオゾイド（主に量産前の試作機）をそれぞれ与えられている。ゲオルグやフェルミのように独断専行に走る者も存在するため、ザイリン以外の3人に対し一般将兵の一部には彼らを快く思わない者もおり、時と場合によっては四天王と衝突する事態（代表的な例として、討伐軍のトラフ攻略戦におけるフェルミとボラーの対立が挙げられる）もたびたび見受けられる。
ザイリン・ド・ザルツ
声 - 松本保典
階級は少将（後に中将に昇格）。ボラーの教え子の一人。バイオゾイドの操縦に関して天才的な才能を持っている。趣味は釣り。ゾイド乗りとしてのプライドが高く、大量破壊兵器による勝利は望まない。部隊章は薔薇。ある日偶々出会ったルージが、ゾイド乗りとして急速に成長していくことに着目。ライバルとして認め、幾度も刃を交えることになる。
元々はディガルドに侵略されたザルツ村の出身で、その才能を見い出され軍に入った。軍人になってからは強さを求めて戦い続けており、多くの武功を立てて若くして少将まで昇りつめた。知略にも優れており、敵の行動を予測し自ら作戦を立案することもあった。
当初はジーンのことを身分を越えた友人だと思っていたが、徐々にそれが真実のものではないと疑い始める。そして、47話においてジーンの本性を知り完全に決別（裏切り）。以後、ルージたちと和解し、共闘することとなる。最終決戦ではバイオ粒子砲でバイオティラノの神の雷を沈黙させ、ガラガと共にジーンが駆るバイオティラノのゾイドコアを守る胸殻を破壊。ルージが止めを刺すための道筋を作る。
愛機はバイオメガラプトル。後にバイオヴォルケーノをジーンより受領、乗り換える。メガラプトル受領以前はバイオラプター（隊長機）に搭乗。
『愛と戦いのロボット 完全保存版』で発表されたアンケート「みんなで選ぶロボットアニメーションベスト100」では、「一番美しい悪役・敵役は？」で第32位にランクインした。
ゲオルグ
声 - 石井康嗣
階級は少将。特別機動旅団司令官。ジーンに盲目的な忠誠心を持ち、目的遂行のためには手段を問わない性格。当初はゼ･ルフト占領部隊の指揮官を務めていた。ラ・カンに並々ならぬ敵意を燃やしており、あと一歩というところまで追い詰めるがハヤテライガーに敗北。戦死したと思われていたが、後に機械の体になり復活する（この時の姿は3DCGで表現された）。その後は討伐軍に協力しようとするボラーの声明を妨害すべく、ガーシュ基地へ進攻。迎撃に出たラ・カンと再び激突するも、死角を突かれて相打ちに近い形で敗北する。
愛機はバイオトリケラ。バイオゾイドの中で唯一バリアの力を持ち、その力がラ・カンを救うことになる。
フェルミ
声 - 兵藤まこ
階級は大佐（後に少将に昇格）。「正しいことでなくとも自分が楽しければ良い」という気まぐれな愉快犯的な性格をしている。また、風呂が大好きらしく、室内・野外・EDなど、至るところに入浴シーンがある。風呂から出る際近くにいる部下に「目の前にいると出られないから消えてくれる？」と発言したことがあり羞恥心が無いわけではないらしい。元々はディガルドの動きを監視するためにソラから送り込まれたエージェントだったが、任務を無視してディガルドに空戦ゾイドの技術を提供する。ソウタとは常に一緒にいたものの玩具に過ぎないと言い放った。攻勢が優位になり、ディガルドに興味を失ったフェルミはザイリンの離反に乗じて軍を離脱。最終局面において一度捨てたはずのソウタを危機を救ったものの、ジーンによって撃墜され機体は爆発四散して生死不明となった。
愛機はバイオプテラ。空輸や迎撃の他、終盤においてグイ部隊の指揮を執る。
ソウタ
声 - 深水由美
階級は大尉。ザイリン以上にゾイドに対する適合率が高い天才児。その才能は、ガラガ以外を受け付けなかったデッドリーコングに適合し、ギルドラゴンと意思疎通ができるほど。少年だが階級は高く、当初はかなり我が侭で好戦的な性格をしていた。しかし、ムラサメライガー打倒に執念を燃やし、何度も攻め立てたがムゲンライガーに敗北。バイオケントロから脱出した後行き倒れていたところを討伐軍に保護され、命は助かったものの代わりに記憶を失う。その時レ・ミィに介抱され、（銀色の首飾りをしていたため）「ギンちゃん」と呼ばれることになる。その後は素直な性格になり、記憶が蘇っても以前の我が侭な少年に戻ることはなかった。絵が趣味で、ディガルド軍時代からスケッチをしていた。
秘密裏に接触を図っていたロンとフェルミの会話を偶然聞いたことで記憶を取り戻したが、フェルミにとっては玩具だったこと、そして自分が既に用済みであることを知り、完全にディガルドから離反。以後は討伐軍に身を置き、その才能を活かしてコトナと共にギルドラゴンを操縦したり、専用のランスタッグで戦闘に参加したりした。
愛機はディガルドではバイオケントロ、討伐軍ではバイオケントロのビーストスレイヤーを付けた専用のランスタッグ。一時的にデッドリーコングと、レ・ミィ用のランスタッグを動かしたり、ヤクゥと共にグスタフで補給作業を手伝うこともあった。

ジーン
声 - 中村秀利
ディガルド軍総司令官（大将）であり、ララダ3世の息子（養子）。ゾイド乗りとしても優れている。ララダ3世の死去後、王位を継ぎ「武帝ジーン1世」と名乗る。元々はディガルドを操るべくソラから派遣された人間であり、古くからその心中には野心があったが、ソラ側は気付かず彼を甘く見ていた。異様なまでに「神として人を支配すること」に執着し、バイオ粒子砲に「神の雷」と名付け、自らを「唯一絶対神ジーン」と名乗る。己以外の全ての存在は自らが神となるための道具と思っており、ザイリンさえも偽りの友誼をもって操っていた。
最終決戦でルージとムゲンライガーによってバイオティラノ諸共討ち取られ、自由の丘にて滅び去る。
愛機のバイオティラノは堅牢な装甲、圧倒的な火力、驚異の反応速度を持ち、討伐軍の主戦力をも寄せ付けない強さを誇っていた。
ララダ3世
声 - 石森達幸
ディガルド武国の現国王。老齢であり、病を患っている。ジーンの野心についても薄々感づいていた様子だったが、41話において急逝する。しかしソラノヒトの予想より随分早い死であり、長期間服毒させられたことによる暗殺ではないかとの疑いがある。
ボラー
声 - 四宮豪
ディガルド軍人。ザイリンの士官学校時代の教官で、階級は少将。各戦線で司令官を務め、紳士的な態度と比較的柔和な占領政策を採ったため、兵士のみならず被占領民からの信望も厚い。トラフ陥落の際に討伐軍の捕虜となったが、機械兵の真実やディガルド軍の変貌を知り、討伐軍と協力することになる。
彼の討伐軍参加は、討伐軍にとって打倒ディガルドへの大きな前進であり、その戦略や戦術の知識が大いに役立った他、ソウタやザイリンのような高官を含むディガルド離反者たちを引き込む要因ともなる。
ガゼル
声 - 最上嗣生
ディガルド軍人。階級は大佐。ボラー少将の部下であり、作戦会議などで補佐を務める。
ゴザイル
声 - 坂口候一
ディガルド軍人。階級は大佐。ザイリンの副官であり、メガラプトルに乗ることもあった。
ナンバー
ディガルド軍が大量に保有する、バイオゾイドの操縦部品とも言える機械。「機械兵」と呼ばれることも。知能を持ち、話すことも可能（ディガルド軍歩兵も機械を思わせる行動を取ったことがあったが、後にボラー少将演説時に素顔が写る場面があり人間だと判明している）。バイオラプター、バイオラプターグイなどの量産型バイオゾイドは、ナンバーが操縦する。
実は核に人間の魂が使われており、そこには侵略によって連れ去られた人々が封じ込まれていた。その中にはザイリンの友人ウィプスも含まれており、これが彼のディガルド離反の直接的な動機となった。このことをディガルド討伐軍により明かされたため、ジーンは大量の離反者を招くこととなるが、機械兵自身は本来の心は残っているものの命令に逆らうことはできないため、最終決戦でも大量の機械兵がジーンの傘下として戦っている。最終決戦後は全ての魂が開放されている。

### ソラノヒト
大変動により居住不可能になった大地を脱出した人々の末裔。天空人とも呼称され、旧文明の高度な技術を保有している。彼らが住む空中都市はソラシティと呼ばれ、光学迷彩とバリア、無人操作のザバットなどに守られている。彼らの法では戦闘を行った人物・引き起こした人物は重罪人とされており、戦争の火種は極力排除しようとしている。
ディガルドからレッゲルを徴収し、褒賞として技術を提供する「天空通商条約」を結んでいた。
民衆は地上については無関心であり、ソラシティで暮らし続けることを望む人間が多かった。また、最高評議会議員の中には文明的に劣る地上国家（ディガルドなど）を蔑視するような人物も存在した模様。46話においてソラシティが墜落したため、住民はズーリへと移住しやがて地上の生活に馴染んでいった。
プロメ
声 - 熊谷ニーナ
ディガルドとの通商において、直接的な交渉を行う女性。地位は部長。ソラを主導とし、地上は隷属する物といった考えを持っていた。ソラシティ陥落後、ルージらに諭されて徐々に考えが変わり始める。
サマリ
声 - 結城比呂
ディガルドとの通商において、直接的な交渉を行う男性。やや神経質な性格で、ディガルドの叛意を心配していた。
ユウロ
声 - 浜田賢二
ディガルドとの通商において、直接的な交渉を行う男性。プロメと同様に地上を見下していた。ソラシティへバイオラプターグイ部隊が侵攻した際にデカルトドラゴンで出撃。グイの大群を虫けら呼ばわりしていたが、数に圧倒され撃墜される。
パラ
声 - 園部啓一
ロンの上司にあたる人物。地位は部長。地上の国家とは共生すべきだと考えている。
愛機はデカルトドラゴン。トラフ攻略で討伐軍に助力するなどの活躍を見せた。
バナ
声 - 平野俊隆
ソラシティ最高評議会議長。ソラシティ陥落の際には冷静な判断により住民の避難を実施。陥落後は地上でムラサメライガーのエヴォルトについて調査していた。

### 無敵団
ディガルド軍の侵攻によって孤児となった五人組。第16話で仲間とはぐれたルージやガラガと出会い、強引に団員に加えた。無敵団結成後は、ディガルドの補給路を襲撃し軍にダメージを与えていくことで、いつかディガルドを倒すことを謀っていた。実際その行動はディガルドにとってはかなりの痛手だったらしく、無敵団を排除するために一部隊が動員されるほどであった。座右の銘は「小さなことから、コツコツやること」。
最初は5人ともそれぞれ色分けしたフィラソードに乗っていたが、討伐軍参加時には同じく色分けしたモルガキャノリーに乗り込んでいた。討伐軍では主に炊事と後方支援を担当。
ア・カン
声 - たかはし智秋
リーダーの女性。向こう見ずな性格。キダ藩出身者であり、自分のことは「姉御」と呼んで欲しく、兄ア・ランのことは「無敵兄者」と呼んでいる。長銃を携帯し、愛機の色は赤。
ラ・ムゥ
声 - 間宮くるみ
料理を担当している少年。料理の腕が良く、性格もおとなしい。手作り料理の味はソラシティの食事に飽きたガラガを懐かしがらせたほど。ア・カンを「お姉さま」、ルージを「お兄さま」と呼ぶ。愛機の色はピンク。
ゴトシ
声 - 太田哲治
女性的な性格をしている男性。大柄な体格をしている。面倒見がよく、ガラガのことがお気に入り。愛機の色は黄。
フリ・テン
声 - こやまきみこ
眼鏡をかけた少女。おっちょこちょいでかなりのドジ。裸眼ではほとんど何も見えない。愛機の色は緑。
サイコ
声 - 伊藤静
侍のような格好をした女性。一言が異様に長すぎて何を言っているのか分からないことが多く、ア・カンからもそれを突っ込まれるほど。背負っている刀は実は竹光。愛機の色は青。

### その他
ラージ・ファミロン
声 - 相沢正輝
ルージの父でミロード村の長。ゾイド乗り。乗機は先祖代々引き継がれてきたビームトータス。ルージのことをすでに一人前と認めており、近いうちに長の座を譲るつもりでいる。
ミロード村のジェネレーターを破壊されても、なおもとどまっていたが、壊れたジェネレーターに固執しても仕方がないと感じていて、ルージの討伐軍立ち上げに伴い、ハラヤードのハーラの下に村民と身を寄せる。
ミン・ファミロン
声 - 増田ゆき
ルージの母。幼少時ルージがゾイドを操縦できない理由で虐められていたことに、悲しみを抱いていた。
ファージ・ファミロン
声 - 恒松あゆみ
ルージの弟。適性がありゾイドを動かすことができる。ルージが原因で村のジェネレーターが破壊されてしまって以来虐められており、一時期ルージに対し憎しみに近い感情を抱いていた。
しかし、ディガルドを倒さない限りはジェネレーターの修理も出来ないと決意し、そのことで村民の批判に敢えて頭を下げて耐えるルージの姿を見て、次第に兄への信頼を取り戻していく。
シオ・ファミロン
声 - 竹口安芸子
ルージの祖母。ゾイド乗りの家系に生まれたにもかかわらず、ゾイドを動かせないルージに対し、憐憫の感情を抱いていた。
ジンゴ
声 - 田中完
カトゥーン出身のゾイド工、現在はサクサ村でゾイド鍛冶（修理工）をしている。
ゲオルグ戦を生き延びたラ・カンは最終決戦前にジンゴの元に寄り、そこでソードウルフの修理を済ませ決戦に間に合わせる。
ストーン・ハーラ
声 - 加藤優子
交易都市ハラヤードを治めている女性。ラ・カンとはキダ藩主時代からの旧知。
ディガルドに追われることになったルージと出会い、ザイリンとばったり出くわしそうになったルージをとぼける振りをして助けた。
ピクル村村長
声 - 千田光男
第18話でルージ、ガラガ、ロンと離れ離れとなったラ・カン、レ・ミィ、コトナ、セイジュウロウが逃げ込んだピクル村の初老の村長。当初はラ・カン一行を只の旅人だと思って保護していた。
ピクル村を守るため、一時村人たちの換言によってラ・カン達をディガルドに引き渡そうとするが、ルージとガラガに阻まれ失敗。そして一行が村を出ていった後、ディガルドに逆らった者を匿った罪をゲオルグに一方的に押し付けられて、村を焼かれそうなったところを駆けつけたルージたちに救われる。
村をルージ達に再建して貰った後、ジーンとの最終決戦に挑む討伐軍の勝利を村の子供たちと共に祈っていた。
バシュザク
声 - 楠大典
反ディガルド組織の一つを束ねる男で、モルガキャノリー部隊を率いる。
ラ・カンが討伐軍を組織する際、反ディガルド勢力に飛ばした檄文を受け取ったものの、態度を保留にしており、討伐軍の霧の河での敗北後の第33話での呼びかけにも、勝てる希望を持てる存在が見当たらないとラ・カンに告げ、尚も参加もためらっていた。
第35話での討伐軍のディグ攻撃成功の報を知り、遂に討伐軍参加を決め、第36話でズーリに向かう途中でディガルドの部隊を倒して手土産にしようと襲いかかるが、その無謀な試みはザイリンのバイオヴォルケーノによって返り討ちの全滅という結果に終わる。
リンナ・エレガンス
声 - 不明
コトナ・エレガンスの妹で、アイアンロックに住むマキリ一族の現族長。
幼いころからコトナと共に育ってきたが、コトナと同じくアイアンロックの掟に疑問を感じており、あらゆる面で自分より優れていたコトナが族長になってアイアンロックが変わることを願っていた。しかし、族長に選ばれなかった方が掟により殺されることを知らなかったリンナは、その真実を知って族長にならず村から逃げ出したコトナに対し、失望と誤解から来る憎しみの感情を抱くようになる。その後、ディガルドを受け入れてバイオゾイドの製造に協力していたが、アイアンロックがバイオゾイドの製造工場になっていたことを知ったラ・カンとコトナの破壊工作で工場を失い、その際に前族長により秘密にされていたコトナが逃げた本当の理由を知る。
その後、一族の多くが強制的にディガルドに連行され、アイアンロックは廃墟になる。真実を知ったことと、アイアンロックに対するディガルドの仕打ちへの怒りからコトナと和解。共にギルドラゴンを復活させ、討伐軍に打倒ディガルドを託す。
ウィプス・ド・ザルツ
声 - 近藤孝行
ザイリンの旧友。故郷のザルツ村がディガルドの工業活動によって汚染され、もともと頑強ではない体質の彼はそのために日頃から咳き込んでいた。
ザイリンと別れた後は消息がわからなくなっていたが、ソラシティ帰還後のザイリンの部隊に偶々編入されていた。しかし、その時彼の魂は既に抜き取られて機械兵のコアにされており、ザイリンがナンバーの真実を知るきっかけとなる。友人を含めた多くの人々をこのような姿にし、人を人とも思わないジーンの本性を知ったザイリンは、ジーンを倒すためにルージ達討伐軍に参加することを決意する。

## 用語

### 地理
惑星Zi
物語の舞台となる惑星。詳細は惑星Ziを参照。
本作の世界観においては、月が1つしか存在していない。数千年前に起こった「神々の怒り」と呼ばれる大規模な地軸変動により、文明は全て壊滅した。だが、ソラノヒトの記録によると「地殻の大変動は敵国によるものだ」との論が起こり、当時の国家間で大規模な戦争が勃発したとある。
ディガルド武国
ララダ3世の治める、神々の怒り以降の惑星Ziの北の地の国家。元々の名称は「ディガルド公国」で、首都はディグ。バイオゾイドを大量に保有しており、近年、近隣国家を侵略・制圧し領土を広げている。
長期に渡り古の時代のゾイド人「天空人（ソラノヒト）」に、驚異の技術力を授かる代わりにレッゲルを天空人へ提供するという取引を行っており、ルージたちの生活水準と比較して明らかにオーバーテクノロジーとも取れるほどに非常に高度な文明を持つ。天空人から貰い受けた技術でバイオゾイドを生みだし、総司令官ジーン大将のもと、キダ藩を始め各地の街や村をジェネレーターの確保のために制圧していった。
ディガルドの軍人は了解の合図として「ディガ！」と叫ぶ。
占領先ではゾイド乗りの適性のある者とない者を特殊な石盤で区別し、適性のある者はディガルド兵となるべく教育を受ける。ザイリンもその一人である。適性の無い者は工場を作らせるなど奴隷として扱われ、命を落とす者もいる。最近ではディガルドは天空人と締結した「天空通商条約」を破り、バイオラプターグイを完成させるなど、天空への侵略をも図っているようでもある。そのため、天空人のディガルドへ対する監視は強化された。第41話ではララダ3世が死去したため、ジーンが元帥になると共に皇帝の位に就いた。なお、ディグのジェネレーターは既に機能を停止しており天空人との取引の場所として利用されていた。
キダ藩
かつてラ・カンが治めていた地域の都市や村が寄り集まり、一つの大所帯となった地域の総称。
ディガルド公国の近くに存在し、服の生地となる布を生み出す綿植物の栽培と需要に成功し、それを元にした交流と交易によって豊かな場所となり、さらにその場所からはランスタッグが何体も掘り出されていた。そのため豊かなだけではなく、それなりの武力も備えるようになってはいたものの、ディガルド公国との戦いで民の犠牲を恐れたラ・カンが降伏したことにより、ディガルド公国は武国と名を変え、各地に侵略と制圧の手を伸ばし、ラ・カンはその後悔と自責に苛まれて領主の座を捨て、野に下り、さらにキダ藩の重役たちや民衆も離散したものの、その一部はダ・ジンと共にズーリに移り住み、他の一部はティゼや無敵団のように反ディガルド勢力となって抵抗を続けていた。
ミロード村
主人公ルージ・ファミロンの故郷で、ジェネレーターがあり海に面している。ときおり沖からゾイドを発掘し、近隣の町に売って生計を立て暮らしている。かなりの辺境で村を出た人間がここ百年間無く、ディガルド武国の侵略戦争を「どこかで戦争が始まった」程度にしか知らなかった。ディガルドとの戦闘によって村のジェレネーターが破壊されたため、村民は一時近くのハラヤードの町に避難していた。その後、最終回EDの最後でムラサメライガーを核にしてジェネレーターが再稼動し復興している。
ハラヤード
辺境の交易都市であり、ルージやラ・カン、レ・ミィが最初に辿り着いた街。序盤の舞台であり、コトナやガラガとはここで出会った。ゾイド専用道路が存在するなど、ゾイドに関する設備も整っている。「ゾイドは左側通行！」とのこと。
ただし、コトナによると「交易都市でも小さい方」とのこと。ゲリラ討伐のためザイリン率いるディガルド軍が一時進駐するが、ゲリラ壊滅後はディガルド軍も撤退しており、後にミロード村からの避難民を受け入れることになった。
サクサ村
ハラヤード付近の小さな村で、ゾイド修理の職人のジンゴがここで修理屋を営んでいることで旅人には有名。そのジンゴの腕の良さを買ってゾイドの修理にここを訪れる旅人も多い。
嘆きの山
ガラガがリーダーである反ディガルド組織の根城のある山で、ハラヤードの近くにある。ここでガラガは単にディガルド相手に戦っていただけではなく、多くの負傷した仲間たちの保護も兼ねてルージたちに協力を仰ぎ、一度はディガルドを退かせたものの、ザイリンが指揮する部隊の二度目の攻撃によって組織は崩壊し、残ったのはガラガとロンのみとなった。
ゼ・ルフト
ハラヤードの近くにある城壁がある都市で、ジェネレーターを修理する職人も居たが、ゲオルグ率いるディガルド軍に占領された後、その高圧的支配に住民は喘ぐようになり、レジスタンス活動もあったが、根こそぎ壊滅させられ、ジェネレーター職人も一部住民と共に弾圧されている。
ソラの技術も大量に持ち込まれ、重傷者や死病に憑かれた者を短期間に治療する装置や高出力通信機もあり、当初はゲオルグしか使用していなかったが、物語終盤ではガーシュ基地から撤退したザイリンや、負傷していたプロメらソラノヒトたちの治療にも用いられた。
ザルツ村
ザイリンとウィプスの故郷で、かつては小川や畑などが溢れた自然豊かな村だったが、ディガルド武国の進出に伴い、ディガルドの工場が造られ、そのため村の環境は悪化し、工場からの排気ガスによって大気は淀み、川も魚が住めなくなるほど汚れていった。そしてザイリンはここで行われたゾイド乗りの適正テストを受けて合格し、ジーンに誘われてディガルド軍に入る。
ピクル村
ゼ・ルフト近辺にある小さな農業が盛んな山村。収穫物も多くてのどかで平和であり、ゾイドはコネクティス一体しか無いようなところだった。
ゼ・ルフトから逃亡してきたラ・カン、ミィ、コトナ、セイジュウロウがここへ来て、ゲオルグ戦で負傷したラ・カンの治療の専念も兼ねて、他のメンバーとの合流を待っていたものの、ディガルドを恐れる村人によって捕縛されるが、無敵団と分かれて後れてやってきたルージとガラガによって村人たちの目論見は失敗した。
その後でゲオルグに一時的とはいえ、ディガルドに反抗する者を匿った罪を押しつけられて村を焼かれそうになるが、ハヤテライガーによってゲオルグのバイオトリケラは倒され、以降ディガルドの攻撃を受けることはなくなった。
ガルガハム
ミロード村に比較的近い場所にある比較的大規模な都市。ディガルドの猛攻を受け、防戦していたものの、物量と兵器で勝るディガルドの前に為す術もなく陥落する。レインボージャークで一時ミロード村に向かっていたルージたちはその侵攻を指をくわえて見ているしかなかった上に、フェルミのバイオプテラの攻撃まで受け、ディガルドの力を思い知らされることにもなる。
ズーリ
元キダ藩の人間が多く住む都市。トラフ攻略まではディガルド討伐軍の本拠地となっていた。天然の要塞ともいえる構造をしており、ジェネレーターは地下に存在して厚い岩盤に守られ、陸上での攻撃に対しては難攻不落だった。しかし空からの攻撃に対しては無防備で、グイ部隊の爆撃で大きな損害を被っていた。トラフ陥落後はそちらに司令部を移している。
霧の河
ズーリの近くにある河をせき止めて水を集めた人造湖によって干上がった大河の跡の大地。河こそ干上がったものの、視界を遮る深い霧が発生するのでこの名称となった。ここで討伐軍に参加した各部族や反ディガルドのレジスタンス達は我の張り合いによる手柄争いの対立からディガルドの罠に嵌まり、霧の中に大部隊で突っ込んでいて立ち往生し、右往左往する中でディガルドの攻撃によって返り討ちに遭い、参加した戦力のおよそ半数を失う。
その戦いのさなか、ルージのムラサメライガーの活躍によって、ザイリンのメガラプトルが倒されたと同時にダム湖を破壊したことにより大量の水が流されて、討伐軍は一敗地に塗れたものの壊滅を辛うじて免れた。以降、この時のムラサメライガーの活躍が世界の人々に伝わっていった他、敗残兵たちは互いに協力しあわなければかけがえのない仲間を失い、ディガルドを倒すことは出来ないと猛反省したことにより、寄せ集めだった討伐軍は団結し、一枚岩の強力な抵抗組織へと変化していった。
トラフ
ディガルド武国が占領しておりディガルド軍第五師団が駐留していた要塞都市で、街の中央にジェネレーターがそびえている。後にバイオラプターグイの出撃拠点となり、ズーリへの空襲も行っている。しかし、空襲への反撃として行われた討伐軍の攻略戦により陥落。以来、討伐軍の総司令部が移転された。周りを沼に覆われていて、多数の火砲も備えているため、守りやすく攻めにくい場所で、要塞として適している。また、交通の要所としても知られている。
ヨーク
ディガルド本国に近い山奥の村。年に一度の天空祭では、伝説の竜をかたどった山車が練り歩き、各地から来た商人が市を広げる。その実体は大異変以前の文化遺産を残す秘密保管庫を有する村で、祭りに出てくる竜も、大異変に際して現れたギルドラゴンが素朴な伝説として現在に残った姿。村長は密かに頭取の二つ名で呼ばれるが、これは保管庫の鍵（音声認識システムらしい）となるキーワードで、所有者をあらわすため。保管庫の中にはバリアで保護された絵画や彫刻、立体映像装置などが当時の姿のまま残されている。
アイアンロック
外界から隔絶された謎多き集落。その謎を調べようとする者は命を落とすことから「アイアンロックの呪い」と呼ばれて恐れられていた。しかし実際は呪いなど存在せず、マキリと呼ばれる暗殺集団によるものだった。アイアンロックは、カトゥーンと同じく旧文明の人々の末裔が住む地でその遺物が数多く残っており、秘密の流出を防ぐために暗殺が行われていたことが後に判明する。
旧文明の大戦で先陣を切っていた「滅びの龍」ことギルドラゴンもここに眠っている。マキリの一族はこの強大すぎる力が二度と使われることのないように守っていたが、打倒ディガルドのためにギルドラゴンを再び目覚めさせることとなる。マキリの一族は本当の名前を持っており、それがギルドラゴン起動のためのパスコードとなっている。本来は長とその伴侶が内と外から入力しなければならないのだが、長であるリンナとコトナがいたためロック解除が可能となった。ギルドラゴンの周りには動かないレインボージャークが多数埋もれていた。
劇中ではディガルドに占領されており、バイオゾイド製造工場となっていた。ラ・カンとコトナ、リンナらによる工場破壊後、用済みとなった住民はディガルドによって連行される。
魔物の森
かつて惑星Zi最強のゾイド乗りと呼ばれたダンブルが隠遁生活をしていた森林地帯で、古くから「魔物が住んでいる」という伝説が生まれたが、その理由は真昼はともかく、真夜中に月光が森林地面の特定の場所を照らすと、地下の鉱物がそれに反応して、ゾイドを操縦不能にして狂わせる特殊な磁場を発生させることが原因となっている（バイオゾイドはこの干渉を受け付けない）。
ガラガとセイジュウロウはダンブルを探しにここを訪れ、量産型メガラプトルの攻撃を受けながらもダンブルを討伐軍に加えることが出来た。
怒りの谷
カトゥーンの近くにある険しい山に囲まれた山岳地帯の谷の名称で、ディガルドの関所もある。交易商人であるヤクゥとドクゥは、ロンの他にルージとミィを連れの手伝いと偽ってディガルドの関所を突破していた。
カトゥーン
海辺の商業都市だが、侵入者を防ぐ仕掛けが随所に巡らされている。水中でも消えない松明（懐中電灯）や空から見たような正確な地図など、この街にしかないものも多い。後に、ギルドラゴンに乗って地上に降りた旧文明の人々の末裔が住む都市であることが明らかになる。アイアンロックと違って自らの出自や技術をそのまま保持しており、高い技術力を持ち、ゾイド修理産業も盛んで、サクサ村のジンゴもここの出身者。また、近海の地中には動かなくなったギルドラゴンが冷え固まった溶岩に埋もれている。ロンの紹介によりルージ自身が野心を持たないことを知り、ルージ個人に対して支援を約束。その後はゾイドの修理・ソラシティからの物資運搬等で討伐軍を支援していた。
ディグ
ディガルド武国の首都で、北方の極寒地帯に存在する巨大城塞工業都市の姿をしている。
四方を城壁で覆い、大砲やキャノリーモルガで守備を固めている他、街の中の多くがバイオゾイドの工場となっており、大量生産が続けられていた。
ディグの中央にはララガ3世の居城と一体化した老朽化したジェネレーターがあり、そこでプロメたちソラノヒトとの交渉や会談も行われていたが、35話でルージたちの攻撃を受け、ララガ3世の崩御後、武帝となり、神を名乗るジーンによってジェネレーターもディグも破棄されたばかりか、ディガルドの多くの住民はバイオゾイドを動かす機械兵のコアにされていき、遂にはディグ自体も街としての機能を失う。
後にその名は、ディグへと受け継がれた。
ソラシティ
ソラノヒトの先祖である太古のゾイド人たちが大変動によって地上に住めなくなった時、ギルドラゴンで宇宙や空中に逃れた後に建造された空中巨大都市で、宝石の角柱のような姿をして空中に独特のカムフラージュ技術によって溶け込んでおり、地上ではその姿を見ることができず、「最高評議会」と呼ばれる人々によって運営されてきた。
人々はここに避難した後、地上を再び人や生き物の住める世界にしようと様々な技術を用いてジェネレーターを生み出し、ジェネレーターが造られ、環境が回復した場所へ降りた人々はそこで暮らし始め、一方で平和な世界と空中での暮らしに馴れた人々は地上の人々をいつしか軽んじ、そのままソラシティに残って暮らしていたが、やがてソラシティを維持するレッゲルが不足するようになり、これを地上のジェネレーターから得られるレッゲルやエネルギーの搾取を推進するプロメたちのような評議委員によりディガルド公国（後に武国）にバイオゾイドを初めとした失われた技術が提供され、そして地上エージェントとしてディガルドに降りた野心家ジーンとフェルミによってそれらが用いられ、ディガルドは強大な侵略国家へと変貌していった。
一方で地上との融和を求めるバラやロンのような穏健派評議委員はディガルドの専横を阻止すべく、元キダ藩出身者たちが興したディガルド討伐軍への協力と支援を行っていくが、両グループの対立がそのまま地上での激戦という形へと繋がり、遂にはZiを支配する神に向かって暴走していったジーンによってソラシティは討伐軍の到着後に攻撃され、住民たちは討伐軍が乗ってきたギルドラゴンによって脱出したものの、フェルミのバイオプテラとバイオラプターグイの集中攻撃によって地上へ落下、爆発四散する。
太古の技術によって食料の自給自足システムや、シティ内の瞬間移動技術やナビゲーション、武器を持った者の侵入を阻止するセキュリティシステムに加え、空間曲折によるカムフラージュ機能の他、ソラシティ全体を覆うバリア（作中では「バーリア」と呼称）とバイオゾイドも撃ち落とす自動迎撃システムを備えていたが、ディガルドを撃退するには至らなかった。
ブラウ
ディガルド軍の基地で大量の機械兵が置かれていた。ソラシティから地上に戻った討伐軍はナンバーの真相をディガルド全軍に伝えようと、味方となったボラーの進言でここから発信しようとしていたが、より強力で新式の通信機を備えたジーンによって通信を妨害されただけではなく、「天罰」と称して復活したゲオルグのバイオトリケラを中心とした部隊を差し向けられ、その猛攻に遭ったハックたちの守備隊は全滅に近い損害を受けて敗走し、基地もナンバーのみならず、捕虜となっていたディガルド軍人もろとも壊滅させられる。
ガーシュ
ブラウ壊滅の反省からボラーの進言により、新たにディガルド全軍にナンバーの真相を伝えようと発信地に選ばれたディガルド軍基地。
ここでプロメをはじめとしたソラノヒトたちの協力により、新型の通信機が使われ、ディガルド全軍にナンバーの実態を知らしめた。さらにボラーの演説と説得に加え、討伐軍リーダーのラ・カンへの協力と和解を宣言、そして討伐軍に味方することを選んだザイリンによるルージとの握手を宣伝し、「倒すべき本当の敵はジーン」ということを伝えて通信作戦は成功するが、その直後にバイオトリケラのゲオルグ率いる部隊に襲撃され、撤退時にラ・カンはゲオルグとの戦いに巻き込まれて生死不明になり、そしてバイオティラノの神の雷によってガーシュもまた消し飛ばされる。
自由の丘
ディガルド討伐軍からジーン討伐軍へと名を変えたルージたちがジーンとの最終決戦に挑んだ場所で、丘陵地のある森林に囲まれた小高い丘によって形成された地形が特徴。トラフ近辺を戦火に巻き込みたくない理由と、ジーンのバイオティラノのバイオ粒子砲（神の雷）が使いづらそうな場所ということで決戦地に選ばれた。
討伐軍は離反したディガルド残存部隊も加えてここで最後の激闘を繰り広げ、数多くのバイオゾイドとジーンのバイオティラノとの激突で多くのゾイドを失うものの、フェルミの介入と、ザイリンや土壇場での生死不明だったラ・カンの参戦によってジーンは徐々に追い詰められ、遂にはルージのムゲンライガーの最後の一撃によってジーンと共にバイオティラノは倒され、戦いの終止符が打たれる。

### ゾイド関連
ゾイド
ゾイドコアを心臓とし、レッゲルを燃料として動く巨大な金属生命体。本作の世界観では製造技術が残っておらず、基本的には発掘される物となっている。例外はソラノヒトとその技術を供与されたディガルド。小型ゾイドはゾイド乗りの適性があれば誰でも操縦可能だが、大型ゾイドは適性に加えて機体に適合した者だけが操縦できる。劇中曰く、ゾイドの名前は適合者が初めて操縦した時に頭の中に自然と浮かんでくるものらしい。なお、本作の本放送時にはこの時代での恐竜型ゾイドは絶滅していると説明されている（のちに恐竜型ゾイドの合体機種であるデカルトドラゴンが登場するが、これは絶滅寸前にソラシティに保護されたとされている）とされ、地上で発掘されるのは哺乳類型か爬虫類型、もしくは鳥型か昆虫型のゾイドだけで、恐竜の姿を持つゾイドは後述するバイオゾイドのみとなっている。また、過去の作品でも見られた野良ゾイドに関する設定は異なっており、人間が乗って動かされていた状態で人間が操縦不能になりそのまま放置されていたゾイドが何らかの理由で突然動き出したものということになっており、初めから動いていたゾイドは存在しない。
レッゲル
ゾイドの燃料となる赤褐色でゲル状の物体。大気中においては2 - 3日程度で硬化し、使用不可能になる。基本的にジェネレーターから生産される物であるが、自然環境においても（低品質かつ少量だが）生成される。
リーオ（メタルZi）
別名メタルZi。惑星Ziで最も硬いと言われている鉱物（鋼材）。特殊な製錬方法でリーオ鉱石という鉱物から作り出され、バイオゾイドのヘルアーマーはリーオ製の武器なら最も容易に破壊できるため、これを持つゾイドは重宝される。通常のゾイドへのダメージを与えることも可能。リーオ製の武器は高い耐久性と希少性の為剣や槍などの格闘武器が多いが、射撃武器の弾としても使用されている。また武器として使用するだけでなく、このメタルZiのコーティングを施した装甲も存在する。
バイオゾイド
ディガルド武国が占有的に保有するゾイド。詳細はバイオゾイドを参照。

### 技術
ジェネレーター
各地に存在する大樹のような謎の巨大施設。人の住む集落や都市には必ず存在する。レッゲルを産出する他、自然環境の改善機能がある。そのためジェネレーターが停止すればその一帯の土地は貧しくなり、疫病も起こってやがて人が住めなくなっていく。その正体は、大変動の後ソラノヒトが荒廃した地上で暮らせるようにと建造した環境改造施設。しかし、建造から展開までに100年以上の時が掛かったために世論が変わり、結局ソラノヒトが地上に降りることはなかった。

## スタッフ
- 監督 - 水野和則
- シリーズ構成 - 西園悟
- オリジナルキャラクター・美術デザイン - 統月剛
- ディガルドコンセプトデザイン - 小林治
- キャラクターデザイン - 坂井久太
- メカ・プロップデザイン - 岩瀧智、常木志伸
- 総作画監督 - 沼田誠也（途中からメインスタッフに参加）
- 美術監督 - 谷村心一
- 色彩設計 - 海鋒重信
- 撮影監督 - 松田範雄
- 編集 - 植松淳一
- 音響監督 - 松岡裕紀
- 音楽 - 中川幸太郎
- アニメーションプロデューサー - 山口頼房
- プロデューサー - 東不可止、中沢利洋
- 製作 - テレビ東京、小学館プロダクション

## 主題歌
「夜鷹の夢」
Do As Infinityによるオープニングテーマ。作曲はD・A・I、作詞は川村サイコによる。
「Real Love」
PARADISE GO!! GO!!による第1期エンディングテーマ。作詞は森由里子、作曲はJin Nakamuraによる。
「ありのままでlovin'U」
レ・ミィ×コトナ（こやまきみこ&伊藤静）による第2期エンディングテーマ。作詞は森由里子、作曲はYUPAによる。
『アニメージュ』の企画「第28回アニメグランプリ」では「アニメソング部門」で66位にランクインした。
「握りしめたその手に」
レ・ミィ×コトナ（こやまきみこ&伊藤静）による第3期エンディングテーマ。作詞はmarf、作曲は鳴瀬シュウヘイによる。

## 各話リスト
| 話数 | サブタイトル   | 脚本                    | 絵コンテ     | 演出       | 作画監督               | 制作協力                  | 放送日         |
| ---- | -------------- | ----------------------- | ------------ | ---------- | ---------------------- | ------------------------- | -------------- |
| 1    | 襲撃           | 西園悟                  | 松尾衡       | 西村大樹   | 服部憲知               |                           | 2005年 4月10日 |
| 2    | バイオゾイド   | 西園悟                  | 近藤信宏     | 福本潔     | 青野厚司               | REMIC                     | 4月17日        |
| 3    | 旅立ち         | 西園悟                  | 山田浩之     | 石川敏浩   | 桜井正明               | グループ・タック          | 4月24日        |
| 4    | はじめての街   | 松崎健一 西園悟         | 山田浩之     | 守田芸成   | 渡辺浩二               | アークスクリエイト        | 5月1日         |
| 5    | 決闘           | ふでやすかずゆき        | 東海林真一   | 清水一伸   | 服部憲知 沈賢玉        | studio Kelmadick          | 5月8日         |
| 6    | 山のアジト     | 西園悟                  | 玉川真人     | 西山明樹彦 | 古瀬真弓               | グループ・タック          | 5月15日        |
| 7    | 嘆きの山       | 稲荷明比古              | 高山功       | 福本潔     | 青野厚司               | REMIC                     | 5月22日        |
| 8    | 地下水路       | ふでやすかずゆき        | 近藤信宏     | 北山修二   | 村上勉                 | アスリード アイムーヴ G&G | 5月29日        |
| 9    | 温泉の村       | 松崎健一                | 石川敏浩     | 石川敏浩   | 古瀬真弓               | グループ・タック          | 6月5日         |
| 10   | 迷い           | 西園悟                  | 浅見松雄     | 守田芸成   | 渡辺浩二               | アークスクリエイト        | 6月12日        |
| 11   | 旅の仲間       | 西園悟                  | 山口武志     | 清水一伸   | 服部憲知 沈賢玉        | studio Kelmadick          | 6月19日        |
| 12   | 潜入           | 稲荷明比古              | 神楽坂時市   | 大森貴弘   | 内田孝 古瀬真弓        | グループ・タック          | 6月26日        |
| 13   | 支配           | ふでやすかずゆき        | 下田正美     | 福本潔     | 青野厚司               | REMIC                     | 7月3日         |
| 14   | 脱出           | 松崎健一 西園悟         | 神保昌登     | 神保昌登   | 柳瀬譲二               | スタジオキャッツ          | 7月10日        |
| 15   | 離散           | 西園悟                  | 江上潔       | 石川敏浩   | 古瀬真弓               | グループ・タック          | 7月17日        |
| 16   | 出会い         | ふでやすかずゆき        | 東海林真一   | 東海林真一 | 土橋昭人               | プラム                    | 7月24日        |
| 17   | 怒り           | ふでやすかずゆき        | 松村やすひろ | 佐藤光敏   | 服部憲知 沈賢玉        | studio Kelmadick          | 7月31日        |
| 18   | 合流           | 西園悟                  | 江上潔       | 不知火快   | 山田達也 小林一三      | Triple A                  | 8月7日         |
| 19   | 紅蓮（ぐれん） | ふでやすかずゆき        | 綴爆         | 福本潔     | 古瀬真弓               | グループ・タック          | 8月14日        |
| 20   | 決意           | 西園悟                  | 楠本巨樹     | 楠本巨樹   | 柳瀬譲二               | スタジオキャッツ          | 8月21日        |
| 21   | 帰郷           | 西園悟                  | 水野和則     | 水野和則   | 鵜池一馬               | アークスクリエイト        | 8月28日        |
| 22   | 誓い           | ふでやすかずゆき        | 神楽坂時市   | 千葉大輔   | 桜井正明 古瀬真弓      | グループ・タック          | 9月4日         |
| 23   | ハヤテ         | 西園悟                  | 東海林真一   | 東海林真一 | 八木元喜 服部憲知      | 旭プロダクション          | 9月11日        |
| 24   | 驕り           | 西園悟                  | どじゃがげん | 日下直義   | 小嶋悟司               | XEBEC                     | 9月18日        |
| 25   | 進軍           | ふでやすかずゆき 西園悟 | 松村やすひろ | 佐藤光敏   | 服部憲知 沈賢玉        | studio Kelmadick          | 9月25日        |
| 26   | 霧の河         | 西園悟                  | どじゃがげん | 日下直義   | 野本正幸               | XEBEC                     | 10月2日        |
| 27   | 再起への道     | 西園悟                  | 高山誠       | 齋藤豊     | 柳瀬譲二               | スタジオキャッツ          | 10月9日        |
| 28   | 伝説           | 西園悟                  | 江上潔       | 沼田誠也   | 沼田誠也               | 旭プロダクション          | 10月16日       |
| 29   | 秘密           | 山口亮太                | 福本潔       | 福本潔     | 桜井正明 古瀬真弓      | グループ・タック          | 10月23日       |
| 30   | 魔物の森       | ふでやすかずゆき        | どじゃがげん | 日下直義   | 小嶋悟司               | XEBEC                     | 10月30日       |
| 31   | 残された者     | 久島一仁                | 松村やすひろ | 佐藤光敏   | 服部憲知 沈賢玉 成民哲 | studio Kelmadick          | 11月6日        |
| 32   | ソラノヒト     | 西園悟                  | 神楽坂時市   | 石川敏浩   | 古瀬真弓               | グループ・タック          | 11月13日       |
| 33   | 予兆           | 赤星政尚                | 後藤照美     | 神保昌登   | 柳瀬譲二               | スタジオキャッツ          | 11月20日       |
| 34   | 強襲           | 稲荷明比古              | 水野和則     | 水野和則   | 服部憲知               | 旭プロダクション          | 11月27日       |
| 35   | 奇襲           | 西園悟                  | どじゃがげん | 日下直義   | 小嶋悟司               | XEBEC                     | 12月4日        |
| 36   | ほころび       | ふでやすかずゆき        | 江上潔       | 守田芸成   | 鵜池一馬 吉田肇        | アークスクリエイト        | 12月11日       |
| 37   | 襲来           | 山口亮太                | 金田貴       | 空廻稔     | 沼田誠也               | ANI VILLAGE               | 12月18日       |
| 38   | 突撃           | 久島一仁                | 後藤照美     | 神保昌登   | 柳瀬譲二               | スタジオキャッツ          | 12月25日       |
| 39   | 入城           | 西園悟                  | 神楽坂時市   | 石川敏浩   | 古瀬真弓               | グループ・タック          | 2006年 1月8日  |
| 40   | バイオ粒子砲   | ふでやすかずゆき        | どじゃがげん | 日下直義   | 小嶋悟司               | XEBEC                     | 1月15日        |
| 41   | 政変           | 稲荷明比古              | 獅子十六     | 高山秀樹   | 服部憲知 沼田誠也      | スタジオキャッツ          | 1月22日        |
| 42   | 密会           | 赤星政尚                | 江上潔       | 土屋日     | 鈴木伸一 沼田誠也      | マジックバス              | 1月29日        |
| 43   | 鍵             | 西園悟                  | 獅子十六     | 中山敦史   | 沈賢玉                 | ANI VILLAGE               | 2月5日         |
| 44   | 離陸           | 山口亮太                | 金田貴       | 神保昌登   | 柳瀬譲二               | スタジオキャッツ          | 2月12日        |
| 45   | 遺産           | 西園悟                  | どじゃがげん | 日下直義   | 小嶋悟司               | XEBEC                     | 2月19日        |
| 46   | 瓦解           | 稲荷明比古              | 神楽坂時市   | 石川敏浩   | 古瀬真弓               | グループ・タック          | 2月26日        |
| 47   | 決別           | ふでやすかずゆき        | 江上潔       | 一口久美   | 沼田誠也               | G&G                       | 3月5日         |
| 48   | 神の雷         | 西園悟                  | なかの★陽    | 空廻稔     | 服部憲知               | アークスクリエイト        | 3月12日        |
| 49   | 決戦           | 西園悟                  | どじゃがげん | 日下直義   | 小嶋悟司               | XEBEC                     | 3月19日        |
| 50   | 再生           | 西園悟                  | なかの★陽    | 水野和則   | 沼田誠也               |                           | 3月26日        |

## ネット局
| 放送期間（または、放送体制）  | 放送時間         | 放送局           | 対象地域       | 備考                   |
| ----------------------------- | ---------------- | ---------------- | -------------- | ---------------------- |
| 2005年4月10日 - 2006年3月26日 | 日曜 8:30 - 9:00 | テレビ東京       | 関東広域圏     | 製作局                 |
|                               |                  | テレビ北海道     | 北海道         |                        |
|                               |                  | テレビ愛知       | 愛知県         |                        |
|                               |                  | テレビ大阪       | 大阪府         |                        |
|                               |                  | テレビせとうち   | 岡山県・香川県 |                        |
|                               |                  | TVQ九州放送      | 福岡県         |                        |
| 遅れネット                    | 日曜 6:30 - 7:00 | 東日本放送       | 宮城県         | テレビ朝日系列         |
|                               | 土曜 6:00 - 6:30 | テレビユー福島   | 福島県         | TBS系列 2006年ごろ放送 |
|                               | 土曜 5:45 - 6:15 | 新潟テレビ21     | 新潟県         | テレビ朝日系列         |
|                               | 土曜 6:00 - 6:30 | 広島ホームテレビ | 広島県         | テレビ朝日系列         |

## 映像ソフト
DVDは全12巻。
2016年1月6日にBlu-ray BOXが発売。

## 評価
『アニメージュ』の企画「第28回アニメグランプリ」では「グランプリ作品部門」で94位にランクインした。
本作では2人のヒロインであるレ・ミィとコトナに人気が集まっていた。人気が集まっていくにつれて2人の展開を希望するファンの声が挙がっていき、2人をフィーチャーしたユニット「レ・ミィ×コトナ」が生み出されるという制作側も予測していなかった展開が行われることになった。